# Oederemia diadela
Oederemia diadela är en fjärilsart som beskrevs av George Francis Hampson 1908. Oederemia diadela ingår i släktet Oederemia och familjen nattflyn. Inga underarter finns listade i Catalogue of Life.